# Dolichopeza (Dolichopeza) niveitarsis
Dolichopeza (Dolichopeza) niveitarsis is een tweevleugelige uit de familie langpootmuggen (Tipulidae). De soort komt voor in het Australaziatisch gebied.